# Episodi di FBI (quinta stagione)
La quinta stagione della serie televisiva FBI è stata trasmessa in prima visione assoluta negli Stati Uniti d'America da CBS dal 20 settembre 2022 al 23 maggio 2023.
In Italia, la prima parte della stagione (episodi n° 1-13) è stata trasmessa in prima visione assoluta su Rai 2 dal 18 febbraio al 3 giugno 2023. La seconda parte (episodi n° 14-22) è stata trasmessa in prima visione assoluta su Rai 2 dal 16 dicembre 2023 al 6 aprile 2024.
| nº | Titolo originale  | Titolo italiano                   | Prima TV USA      | Prima TV Italia  |
| -- | ----------------- | --------------------------------- | ----------------- | ---------------- |
| 1  | Hero's Journey    | Un giorno da eroi                 | 20 settembre 2022 | 18 febbraio 2023 |
| 2  | Love is Blind     | Per amore                         | 27 settembre 2022 | 25 febbraio 2023 |
| 3  | Prodigal Son      | Figliol prodigo                   | 4 ottobre 2022    | 4 marzo 2023     |
| 4  | Victim            | Vittima                           | 11 ottobre 2022   | 11 marzo 2023    |
| 5  | Flopped Cop       | Poliziotto perduto                | 18 ottobre 2022   | 18 marzo 2023    |
| 6  | Double Blind      | Doppio vincolo                    | 6 novembre 2022   | 25 marzo 2023    |
| 7  | Ready or Not      | Pronta o meno                     | 15 novembre 2022  | 1º aprile 2023   |
| 8  | Into the Fire     | Confraternita                     | 22 novembre 2022  | 8 aprile 2023    |
| 9  | Fortunate Son     | Figlio fortunato                  | 13 dicembre 2022  | 15 aprile 2023   |
| 10 | Second Life       | Seconda vita                      | 3 gennaio 2023    | 22 aprile 2023   |
| 11 | Heroes            | Eroi                              | 10 gennaio 2023   | 29 aprile 2023   |
| 12 | Breakdown         | Ricaduta                          | 24 gennaio 2023   | 27 maggio 2023   |
| 13 | Protégé           | Mentore                           | 14 febbraio 2023  | 3 giugno 2023    |
| 14 | Money for Nothing | Crypto                            | 21 febbraio 2023  | 16 dicembre 2023 |
| 15 | The Lies We Tell  | Il peso delle bugie               | 28 febbraio 2023  | 23 dicembre 2023 |
| 16 | Family First      | Prima la famiglia                 | 14 marzo 2023     | 30 dicembre 2023 |
| 17 | Imminent Threat   | Attacco imminente (seconda parte) | 4 aprile 2023     | 6 gennaio 2024   |
| 18 | Obligation        | Responsabilità                    | 11 aprile 2023    | 13 gennaio 2024  |
| 19 | Sins of the Past  | Errori del passato                | 18 aprile 2023    | 20 gennaio 2024  |
| 20 | Sisterhood        | Fiducia                           | 25 aprile 2023    | 3 febbraio 2024  |
| 21 | Privilege         | Privilegio                        | 9 maggio 2023     | 17 febbraio 2024 |
| 22 | Torn              | Compromessi                       | 16 maggio 2023    | 24 febbraio 2024 |
| 23 | God Complex       | Delirio di onnipotenza            | 23 maggio 2023    | 6 aprile 2024    |

## Un giorno da eroi
- Titolo originale: Hero's Journey
- Diretto da: Alex Chapple
- Scritto da: Rick Eid e Joe Halpin

### Trama
Omar, sotto copertura per impedirne la vendita, incontra l'acquirente per una bomba, ma la situazione precipita nel momento in cui il socio di quest'ultimo viene trovato morto e della bomba non vi sono tracce, segno che l'assassino l'ha rubata e ora è in giro per New York con un obiettivo preciso. Da Curt (l'acquirente) apprendono che chi è stato intende usarla per compiere un attentato in un centro congressi in cui è in programma una conferenza della "Società Federalista", un gruppo della destra repubblicana conservatrice, ideato da un uomo che vede in quella parte politica la causa della decadenza del Paese. L'FBI raggiunge il luogo, l'ordigno viene individuato ma non c'è abbastanza tempo per disinnescarlo e nemmeno per evacuare l'intero edificio prima che esploda. Con ancora 300 persone all'interno, Omar agisce contro l'ordine di Isobel e rischia la vita in prima persona: mette la bomba su uno dei SUV e guida il più lontano possibile dall'area del centro congressi, riuscendo a scendere un attimo prima dell'esplosione. Il sospettato (che si è confuso tra la folla) fugge e prende in ostaggio un bambino barricandosi in un edificio. Isobel manda Jubal a gestire la situazione: mentre lui parla all'uomo, Scola e Tiffany gli arrivano alle spalle sopraffacendolo e salvando il bambino, che può riabbracciare il padre. Durante l'episodio, Jubal è combattuto tra il lavoro e la promessa di partecipare alla festa del quindicesimo compleanno del figlio Tyler, finendo per perderla, anche se alla fine l'ex moglie Samantha gli dice che tre amici del figlio sono venuti e si sono divertiti, dando sollievo a Jubal dato che Tyler sta attraversando un periodo difficile per via della diagnosi di leucemia di qualche anno prima.
- Special Guest star: Shantel VanSanten (Nina Chase).
- Guest star: Ben Lorenz (Nathan Baker), Alex Mickiewicz (Curt Mallory), Andhy Mendez (Jorge Rubio), Moses Jones (artificiere), Kelly Miller (Norman Potter), Ashley Bacon (donna vicino all'auto), Akeda Abrams (capo dell'azienda di catering), Sammy Semenza (Tony Wilton), Jamie Guyer (agente), Atika Greene (agente), Richard Bird (direttore della sicurezza), Shannan Wilson (frequentatrice di conferenze), Braeden Brickner (Charlie Potter).
- Ascolti USA: 6 810 000 telespettatori[2]
- Ascolti Italia: 761 000 telespettatori – share 4,40%[3]

## Per amore
- Titolo originale: Love Is Blind
- Diretto da: Jon Cassar
- Scritto da: Alexander Maggio

### Trama
Il neopromosso Detective Max Villa rimane vittima di una sparatoria in cui viene ucciso il proprietario di un banco dei pegni, immischiato in affari loschi, che il detective voleva reclutare come informatore. Attraverso varie testimonianze e le telecamere del traffico, la squadra risale al responsabile dell'omicidio: Devjeet Kamra, un diciannovenne che, allontanato dalla famiglia e coinvolto in un traffico di droga, ha contratto un debito con il capo di una gang di spacciatori, Ramon Cortez. Quest'ultimo rapisce la fidanzata di Dev, Skyler Smith, poi la situazione evolve in fretta: Dev riesce a liberarla e i due si danno alla fuga su un'auto, ma lui è gravemente ferito e lei si barrica in un negozio prendendo degli ostaggi, pretendendo che Dev venga curato ma rifiutando di andare sia in ospedale che in prigione. Nina va sotto copertura fingendosi un paramedico per tentare di farla ragionare, il ragazzo perde sempre più sangue e lei impazzisce, perciò i cecchini sono costretti a ucciderla per salvare gli ostaggi; mentre Dev viene soccorso, arrestato e sottoposto ad un intervento chirurgico. Nina resta scossa e si sente in colpa per l'esito tragico del caso, anche se Scola le dice che non è colpa sua, bensì esclusivamente dei due ragazzi che hanno scelto strade sbagliate.
- Special Guest star: Shantel VanSanten (Nina Chase).
- Guest star: Carla R. Stewart (detective NYPD Brandy Rivers), Aimée Spring Fortier (Skyler Smith), Naren Srinivasan (Devjeet Kamra), Melvin Lee Douglas (Logan Reid), Jennifer Yadav (Gulab), Nitin Madan (Bhupinder), Simran Jetha (Harita), Brian Adam (Tito Martinez), Julie Hays (Elaine Smith), Fay Ann Lee (tenente), Ronnie Baker Jr. (senzatetto), Juanes Montoya (Max Villa).
- Ascolti USA: 7 080 000 telespettatori[4]
- Ascolti Italia: 947 000 telespettatori – share 5,20%[5]

## Figliol prodigo
- Titolo originale: Prodigal Son
- Diretto da: Alex Chapple
- Scritto da: Rick Eid

### Trama
Due individui mascherati assaltano un'armeria a Scarsdale, rubando una quarantina di armi e uccidendo il commesso (fratello del titolare). Uno di essi viene identificato dai filmati di sorveglianza: Clayton Hall, un diciassettenne con trascorsi di comportamenti bizzarri e violenza. Arrivati gli agenti a casa sua, si suicida dopo essersi rifiutato di uscire dalla camera. Il caso diventa personale per Jubal quando si scopre che suo figlio Tyler gioca ai videogame con un gruppo di nuovi amici di cui il complice di Clayton potrebbe far parte, ma si rifiuta di fare la spia e continua a difenderlo anche se Jubal insiste affinché gli parli delle sue interazioni con lui, dato che i due ragazzi hanno intenzione di compiere una sparatoria in una scuola o comunque una strage di massa. Tyler si rivela il comune denominatore anche con il complice, Zach O'Connor, il quale sembra abbia preso di mira una ragazza di un altro liceo e ha ancora il resto delle armi rubate insieme a Clayton. Tyler raggiunge Zach per provare a convincerlo ad arrendersi, ma viene da lui preso in ostaggio appena Jubal giunge sul posto; si barrica in una libreria e minaccia di iniziare a sparare a meno che non gli siano forniti un'auto e un aereo per scappare in Messico. Jubal, temendo per il figlio, non aspetta la SWAT ed entra per negoziare con Zach; quando quest'ultimo rifiuta di rilasciare gli ostaggi, Jubal si offre al loro posto per farsi uccidere, ma Tyler riesce a far cadere la pistola lontano dal padre prima che partano i colpi, e il sequestro finisce fortunatamente senza ulteriori incidenti. Zach viene arrestato e Jubal ringrazia il figlio per avergli salvato la vita, dicendogli che è fiero di lui, e il loro rapporto migliora. Isobel non compare perché viene detto che ha contratto il Covid-19.
- Special Guest star: Shantel VanSanten (Nina Chase).
- Guest star: Mara Davi (Samantha Kelton, ex moglie di Jubal), John Patrick Hayden (Jack O'Connor), Laura Shoop (Nancy O'Connor), Scot Wade Cain (Zach O'Connor), Micah Scroggins (Clayton Hall), Mlé Chester (Linda Viola), Ben Shenkman (Vice Direttore al comando Reynolds), Caleb Reese Paul (Tyler Kelton), Lauren Hines (Allison Hall), Will Blomker (Robert Hall), Michael Dean Morgan (Ryan Bell), Jessie Hooker-Bailey (Emily Fallin), AJ Dyer (Simon Branch), Adam Monley (Mark Whitman), John Toon (Ted Whitman), Charle Webb (poliziotto locale), John Noble Barrack (uomo), David Wenzel (Jeremy Brosnihan), Ivan Amaro Bullon (poliziotto di Westchester).
- Nota. Questo episodio doveva essere originariamente il finale della quarta stagione, il 24 maggio 2022, ma non è stato trasmesso in segno di rispetto per un massacro avvenuto in una scuola elementare in Texas il medesimo giorno, dato che il tema dell'episodio riguarda le sparatorie di massa (fenomeno purtroppo tristemente diffuso negli Stati Uniti). È stato però reso disponibile in streaming il giorno successivo, e inserito all'interno dell'attuale quinta stagione.
- Ascolti USA: 6 970 000 telespettatori[6]
- Ascolti Italia: 827 000 telespettatori – 4,20%[7]

## Vittima
- Titolo originale: Victim
- Diretto da: Carlos Bernard
- Scritto da: Rick Eid e Joe Halpin

### Trama
Prima di andare al lavoro, Omar viene aggredito e rapinato da una coppia di malviventi con una pistola, ma minimizza l'accaduto perché non vuole essere considerato una vittima e non ne parla (ad eccezione di Isobel, alla quale però assicura di stare bene). Il Dipartimento di Polizia avvia un'inchiesta che rivela che i due sono responsabili di almeno altre dieci rapine simili, ma lui ripete al detective incaricato di non averli visti in faccia. Nel frattempo, l'FBI indaga sull'omicidio, seguito allo stupro, di una ragazza morta per strangolamento e attorno ai cui polsi sono rinvenuti segni di manette, è stata legata; questo è solo l'inizio di una sequenza di altri due delitti con gli stessi modalità e modus operandi (strangolamento manuale, violenza sessuale, manette). Il serial killer è scaltro e organizzato (utilizza guanti e preservativi, pulisce con la candeggina) e gli indizi scarseggiano, perciò Nina e Omar si recano a parlare con una sopravvissuta, Citra Susanti, una giovane musulmana che tre settimane prima è stata trascinata in un vicolo da un uomo in passamontagna e aggredita, riuscendo però a mordergli un guanto e a scappare. I suoi ricordi di quella sera sono annebbiati (ha sporto denuncia solo perché qualcuno l'aveva sentita urlare e ha chiamato la Polizia), Nina insiste con le domande e crede che ricordi di più, ma Omar interrompe il colloquio dicendo che probabilmente non vuole ricordare per il dolore, la vergogna o la paura. Più tardi, lui confessa a Nina l'aggressione di quella mattina, e lei osserva che non c'è niente di sbagliato nell'ammettere che qualcosa non va. Omar torna da solo da Citra, la porta nel vicolo dell'aggressione e la sottopone ad un processo di visualizzazione guidata: lei allora ricorda che l'uomo ha anche tentato di molestarla sessualmente, di averlo graffiato e di aver nascosto la propria camicia sporca del suo sangue in fondo all'armadio. Il DNA lo identifica come Jason Tanner, commesso nel negozio in cui gli agenti erano andati per risalire all'acquirente delle manette. Lui tenta di violentare un'altra ragazza e poi si dà alla fuga, Omar lo insegue, c'è una colluttazione ma arrivano i colleghi che lo arrestano. Avendo riflettuto su quanto possa essere importante la testimonianza di una vittima, Omar decide di collaborare totalmente con il detective incaricato del suo caso, identificando con sicurezza la coppia di malviventi (maschio e femmina) da alcune foto, consentendo alla Polizia di arrestarli, e alla fine si reca in ospedale per verificare di persona le condizioni di un uomo al quale avevano sparato.
- Special Guest star: Shantel VanSanten (Nina Chase).
- Carlos Gomez (Derective NYPD Chavez), Nuha Jes Izman (Citra Susanti), Thomas Philip O'Neill (dottor Neil Mosbach, medico legale), Alexander Roberts (Jason Tanner), Kym Gomes (Anna Munoz), Elizabeth Chi Wei Sun (madre di Citra), Khetphet "KP" Phagnasay (padre di Citra), Nick Mathews (Norm Carver), Shane Jensen (commesso), Moira Stone (tecnica della Scientifica Roberta Cosner), Joey Palestina (Detective NYPD Harris), Laura Betz (aggressore donna), Nick Vergara (aggressore uomo), Lamar Richardson (cittadino preoccupato), Earle Hugens (vicino), Jacqueline O. Rene (infermiera), Samantha Tuffarelli (giovane donna).
- Ascolti USA: 7 410 000 telespettatori[8]
- Ascolti Italia: 953 000 telespettatori – 5,10%[9]

## Poliziotto perduto
- Titolo originale: Flopped Cop
- Diretto da: Carl Weathers
- Scritto da: Thomas Kelly

### Trama
Il ricco commercialista Frank Leone viene assassinato per strada mentre è sulla propria auto, in pieno giorno. Un testimone fornisce una parziale descrizione dei due tiratori, e gli analisti del Quartier Generale scoprono che la vittima aveva da poco messo in vendita la casa (nel benestante quartiere di Forest Hills) e trasferito circa 9 000 dollari nei conti bancari propri e della moglie. Omar e Nina si recano dalla vedova, la quale inizialmente è reticente ma poi consegna loro il laptop del marito, tenuto in cassaforte; esso conduce a "El Feo", un famigerato signore della droga e gangster che era cliente di Leone. Isobel viene informata dal Procuratore che "El Feo" stava per essere incarcerato grazie proprio alla testimonianza della vittima davanti a un Gran Giurì segreto, il criminale ha probabilmente un informatore all'interno della giuria. La donna, Margaret Saunders, viene però trovata torturata e uccisa. Tiffany si rivolge ad un amico, Ralphie, cugino di "El Feo" ed ex poliziotto, che ha perso suo fratello a causa delle droghe da lui trafficate ed è disposto ad aiutarli ad arrestarlo. Va sotto copertura chiedendogli un lavoro e riesce a clonare il suo cellulare per ottenere informazioni. Scola è scettico riguardo alle sue motivazioni e successivamente dimostra di avere ragione quando Ralphie prende in mano la faccenda personalmente avendo intenzione di uccidere "El Feo" per vendicare il fratello. La conseguente situazione con ostaggi costringe Tiffany a sparare all'amico e Scola al criminale nel momento in cui prova a reagire; Ralphie muore per le ferite riportate, e Tiffany racconta al partner la ragione per la quale era stato allontanato dal NYPD: si era rifiutato di confessare i nomi degli agenti coinvolti con loro due in uno stupido scherzo, assumendosi tutta la colpa. Scola le propone un brindisi alla sua memoria.
- Special Guest star: Shantel VanSanten (Nina Chase).
- Guest star: Will Dalton (Ralphie), Mike Seal ("El Feo"), Lauren Buglioli (Mrs. Leone), Dominic Costa (Junior Ruiz), Zach Meiser (Marcus Thierre), Tom Meglio (hipster), Angela Jeanneau (Procuratore degli Stati Uniti Chan), Bill Sorice (Tenente Detective NYPD Campisi), William C. Tate (direttore), Erik Parillo (Frank Leone), Jimmy Alvarez (scagnozzo), Juan Carlos Merino (guardia del corpo), Vincent Loretta (guardia del corpo).
- Ascolti USA: 7 110 000 telespettatori[10]
- Ascolti Italia: 828 000 telespettatori – share 4,60%[11]

## Doppio vincolo
- Titolo originale: Double Blind
- Diretto da: Alex Chapple
- Scritto da: Claire Demorest

### Trama
Il figlio di cinque anni di Liza Peters, Luke, viene rapito dalla propria camera da letto e la sua babysitter uccisa. Liza dice a Scola e Nina di aver gestito affari in Europa Orientale attraverso il proprio lavoro in passato, ma si mostra evasiva sui dettagli, anche dopo che l'FBI scopre che a rapire il bambino sono stati dei terroristi ceceni, uno dei quali tenta di fuggire e viene ucciso. Liza si cala dalla finestra eludendo gli agenti messi a sua protezione. Una seconda ispezione della sua abitazione rivela una cassaforte contenente denaro e veri passaporti di quattro Paesi differenti con quattro differenti identità; la CIA conferma che è stata una loro agente, che ha lavorato proprio in Cecenia e che ora non è più attiva, essendo stata riassegnata a lavoro d'ufficio. Con la collaborazione della CIA, l'FBI deduce che la donna sta per scambiare un'attivista cecena, diventata informatrice per loro contro l'organizzazione, per riavere il figlio. Scola e Nina la rintracciano e quest'ultima si finge l'informatrice durante lo scambio. Tuttavia, il piano cambia e uno dei terroristi le conduce in un luogo imprecisato: una volta lì, Liza e Nina riescono ad abbatterlo e poi entrano nell'edificio per recuperare il bambino; Liza viene ferita, non gravemente, e Nina porta in salvo Luke, anche grazie all'intervento di Scola che arriva e spara all'ultimo criminale. Liza sarà accusata del rapimento dell'attivista e della violazione della "Legge sullo spionaggio", ma Nina le assicura che parleranno con il Procuratore Federale. Inoltre, Nina ha scoperto di essere incinta e lo rivela a Scola, aggiungendo che lui è il padre: lui le chiede cosa abbia intenzione di fare, lei risponde che non lo sa. Alla fine dell'episodio, informa Isobel di aver intenzione di prendersi del tempo per schiarirsi le idee e saluta i colleghi dicendo che per un po' tornerà a occuparsi di reati economici due piani più sotto. Scola la accompagna all'ascensore e prima che le porte si chiudano lei lo bacia, promettendogli di chiamarlo quando si sentirà pronta ad affrontare la gravidanza e avrà deciso cosa fare.
- Special Guest star: Shantel VanSanten (Nina Chase).
- Guest star: Annika Boras (Liza Peters), David Wilson Barnes (Agente della CIA Peter Bradford), Emily Donahoe (referente CIA Anne Potter), Serge Didenko (Akhmad Petrov), Brian Sheppard (Thomas Mitchum), Wendy Lechuga (Carmen Hernandes), Yauhen Brasaus (uomo alto), Paige Herschell (Rebecca), Tim Cordell (John Bryant), Lynden Miles Ley (Luke Peters), Jonathan Castro (Detective NYPD Tom Shay), Andrew O' Shanick (Agente della CIA), Jonathan von Mering (referente del Dipartimento di Sicurezza Interna Tony), Aaron Vexler (Anzor Taramov).
- Ascolti USA: 6 880 000 telespettatori[12]
- Ascolti Italia: 1 007 000 telespettatori – share 5,40%[13]

## Pronta o meno
- Titolo originale: Ready or Not
- Diretto da: Stephen Surjik
- Scritto da: Heather Michaels e Thomas Kelly

### Trama
La Centrale Operativa riaccoglie Maggie, tornata dopo l'esposizione al sarin, il ricovero in ospedale e il riposo forzato a casa: afferma che il Bureau le avrebbe concesso altre settimane, ma non ne poteva più di stare ferma, dichiarandosi pronta, anche se ammette a Omar di sentirsi un po' agitata. Marisol Lugo ed Enrique "Kiko" Cortez vengono uccisi in un parco; lei, laureata in Legge, si stava recando a Quantico in quanto aspirava a diventare un'Agente dell'FBI, perciò la squadra è ancora più determinata a fare giustizia. Brianna, la ragazza di Enrique, riferisce che recentemente entrambi erano stati minacciati dalla MHB, una gang del Bronx, affinché Enrique non spacciasse nel loro territorio, malgrado egli non fosse affiliato ad alcuna gang rivale. L'aggressore viene identificato in Mateo Diaz, che frequenta un locale famoso tra la comunità LGBT per poter incontrare il proprio fidanzato, Sam Sloan. L'FBI chiede a Diaz di collaborare, ma quest'ultimo è spaventato dalla possibilità che il loro orientamento sessuale possa essere scoperto dalla gang, che li ucciderebbe; Maggie gli promette che li terranno al sicuro, allora Mateo si convince. Gli agenti vorrebbero che lui incontrasse il capo della gang, Jose Florial, in modo che si incrimini da solo per il duplice omicidio; Diaz osserva di non essere di rango abbastanza elevato all'interno della gerarchia della MHB, quindi chiedono di farlo ad uno dei comandanti, Frankie. L'operazione per inchiodarlo però va storta e Frankie finisce in ospedale; Florial contatta Diaz per spiegare il proprio rapporto d'affari con Maggie, ordinandogli di ucciderla per dimostrare la propria lealtà, lui rifiuta e proprio in quel momento l'FBI fa irruzione e arresta Florial. Mateo ringrazia Maggie per aver mantenuto la parola (lui e Sam entreranno nel Programma Protezione Testimoni) e lei replica che voleva ricambiare il favore dato che lui li ha aiutati. Nel corso dell'episodio, Maggie ha difficoltà a riprendere servizio al 100%, ma assicura a Omar che non deve preoccuparsi perché si tratta solo di riabituarsi dopo il lungo stop. Omar pensa che la partner sia rientrata troppo in fretta, soprattutto dopo aver notato, nella sua borsa, un flacone di pillole contro l'ansia: le ricorda che assumere farmaci all'oscuro dell'FBI può essere motivo di sospensione o licenziamento, ma Maggie gli spiega che le sono state prescritte da uno psichiatra, che le prenderà solo se lo riterrà necessario e che nel caso lo avvertirà. Lui resta comunque preoccupato, tanto da offrirsi di andare sotto copertura al suo posto. Alla fine, lui le dice che durante la giornata non gli è sembrata completamente sé stessa, insinuando che possa aver preso qualche pillola: lei è delusa poiché si è aperta e si è fidata di lui raccontandogli il proprio stato d'animo e ora lui usa le sue confidenze contro di lei, e prima di lasciare l'ufficio irritata gli mostra il flacone sfidandolo a contare le pastiglie per avere conferma che ci sono ancora tutte.
- Guest star: Jeff Lima (Mateo Diaz), Robert Lee Hart (Jose Florial), Mathew Montalvo (Frankie), Briana Aponte (Brianna), Andrea Abello (Marisol Lugo), Roggi Chuquimarca (Enrique "Kiko" Cortez), Onika Day (Detective Williams NYPD), Tara Anika Nicolas (referente della DEA Jordan), Corey Militzok (Sam Sloan), Preston Lopez (membro della gang MHB), Haley Zale (Katie).
- Nota. Questo episodio segna il ritorno a tempo pieno nella serie dell'attrice Missy Peregrym, assente dal diciottesimo episodio della scorsa stagione perché in congedo maternità. Per giustificare l'assenza del personaggio di Maggie, nell'episodio Giù la maschera della quarta stagione è stata accidentalmente esposta al sarin e ricoverata in ospedale; è stata temporaneamente sostituita da Nina Chase, interpretata da Shantel VanSanten, la quale d'ora in poi apparirà in modo ricorrente.
- Ascolti USA: 7 310 000 telespettatori
- Ascolti Italia: 1 052 000 telespettatori – share 5,60%[14]

## Confraternita
- Titolo originale: Into the Fire
- Diretto da: Gonzalo Amat
- Scritto da: Joe Webb

### Trama
Un camionista, Clay Parker, viene ucciso da due rapinatori mentre tenta di impedire loro l'accesso al rimorchio. Essi sono in grado di rubare barili di nitrato d'ammonio, l'ingrediente principale per la costruzione di grandi bombe. L'FBI determina presto che dietro la rapina vi è un gruppo terroristico chiamato "Fratellanza Norvegese", in cui Maggie è stata capace di infiltrarsi; i test sul giaccone del leader, Eric Ward, confermano il suo coinvolgimento. La squadra lo arresta quando lei fallisce nell'installare un localizzatore sul suo pick-up, e vengono condotti ad una fattoria abbandonata in mezzo ai boschi di Staten Island in cui deducono sia stata assemblata la bomba, e una persona sconosciuta fugge dalla scena. Filmati di sicurezza mostrano Nick Foster, il proprietario dell'armeria abituale della "Fratellanza", alla guida di un camion di rifornimenti. L'FBI recupera il suo cellulare grazie all'impegno comune, sotto copertura, di Maggie e Scola, ma la sua improvvisa scomparsa le fa quasi saltare la copertura, prima che Foster venga catturato. Il cellulare rivela che Deke, il fratello di Ward, sta portando la bomba nel luogo nel quale dovrebbe esplodere; insieme alla Polizia circondano il van e Maggie riesce a convincerlo ad arrendersi e a non far scattare il detonatore a distanza. Alla fine dell'episodio, Maggie e Omar acconsentono a rinnovare la loro partnership (tesa dall'episodio precedente) dopo che lui ammette di incolparsi per l'incidente con il sarin che le è quasi costato la vita facendola finire in ospedale.
- Guest star: Vedette Lim (analista Elyse Taylor), Taylor Anthony Miller (analista Kelly Moran), James Chen (analista Ian Lim), Michael Aaron Milligan (Deke Ward), Kevin L. Johnson (Nick Foster), Bradley Stryker (Eric Ward), Zach Chyz (Bruce), Verlon Brown (Clay Parker), Don Ackerman (Dave), Tracey Conyer Lee (Detective Claudia Ross), Jamal Thomas (Comandante SWAT), Tina WongLu (tecnica della Scientifica).
- Ascolti USA: 7 540 000 telespettatori[15]
- Ascolti Italia: 862 000 telespettatori – share 4,90%[16]

## Figlio fortunato
- Titolo originale: Fortunate son
- Diretto da: Alex Chapple
- Scritto da: Rick Eid e Joe Halpin

### Trama
Un assalitore spara da un'auto nera ad un uomo di nome Vince Logan, che stava salendo sulla propria macchina insieme al figlio Trevor; quest'ultimo lo soccorre trasportandolo all'ospedale più vicino. Prima di lasciarlo, il padre gli chiede di tenere al sicuro il borsone che è nel bagagliaio. Il ragazzo, vedendo che contiene un derivato della morfina, il fentanyl, lo porta invece alla sede dell'FBI chiedendo protezione per sé e per il padre. In cambio, gli agenti vogliono che Trevor indossi un microfono e raccolga informazioni dal padre sulla droga, ad esempio come lui ne sia entrato in possesso; ignaro che il figlio stia collaborando con le forze dell'ordine, egli rivela che il fentanyl apparteneva a un certo Nick, con il quale è in debito. Trevor li conduce al loro appartamento, dove recuperano il cellulare di Vince e inseguono l'autista dell'auto nera (membro di una gang). Nick viene identificato in Nico Chao, un importante trafficante, e organizzano un incontro per restituirgli la droga. Trevor va di nuovo in ospedale e cerca di dire al padre che gli vuole bene, ma Vince diventa sospettoso. Più tardi, esce contro il parere dei medici, uccide Chao e si riprende degli oggetti che quest'ultimo nascondeva nel proprio club. L'FBI lo rintraccia accerchiandolo e Trevor prova a parlargli per convincerlo ad arrendersi, avvicinandosi al fianco di Scola; malgrado i loro sforzi, Vince fa resistenza e viene ucciso, lasciando il ragazzo sconvolto. Scola gli dice che non è stata colpa sua. Nina ricompare, comunica a Scola l'intenzione di trasferirsi a Los Angeles presso la sezione Intelligence e gli chiede di firmare dei documenti in cui lui rinuncia ai propri diritti genitoriali, anche se farebbe comunque parte della vita del loro bambino. Lui accetta di leggerli, ma dopo l'esito drammatico del caso le dice che non li firmerà poiché desidera avere un ruolo attivo per il piccolo. Nina accetta la sua decisione, rivela che il nascituro sarà un maschio e gli propone di andare a cena per iniziare a pensare al nome.
- Special Guest star: Shantel VanSanten (Nina Chase).
- Guest star: Bobby Hogan (Trevor Logan), Will Sasso (Vince Logan), Vedette Lim (analista Elise Taylor, ricorrente), Taylor Anthony Miller (analista Kelly Moran, ricorrente), James Chen (analista Ian Lim), Smitty Chai (Nico Chao), Rafael Poueriet (agente della DEA Morales), Tara Anika Nicolas (referente DEA Jordan), James Liao (tenente), Amy Sheehan (cameriera), Tyler Hopkins (guardia di sicurezza dell'FBI), Jessica Carollo (dottoressa), Rishi Mukherjee (dottore), Johnny Ferri (agente FBI).
- Ascolti USA: 7 390 000 telespettatori
- Ascolti Italia: 1 125 000 telespettatori – share 5,90%[17]

## Seconda vita
- Titolo originale: Second Life
- Diretto da: Jon Cassar
- Scritto da: Claire Demorest

### Trama
Chloe Rogers, ventiduenne fattorina per conto di una pizzeria, viene rapita mentre è in procinto di partire per un giro di consegne notturne. Fin da subito l'FBI ha difficoltà a reperire informazioni su di lei, eccetto il fatto che era molto riservata e solitaria, per la mancanza di documenti ufficiali e di sue attività online. Un riscontro al 100% di campioni del suo DNA emerge dal database nazionale delle persone scomparse "NamUs", identificandola come Annabelle Collier, rapita a quattro anni dal parco giochi del proprio asilo a Staten Island e considerata morta. Il suo caso è stato uno dei primi seguiti da Isobel appena entrata nel Bureau diciotto anni prima, e dal suo allora partner Jake Reed (che lavora ancora come Agente Speciale), i quali avevano arrestato e interrogato un ragazzo, Eddie Lyman, che aveva confessato l'omicidio. Isobel ricontatta Jake, e lo reinterrogano: Lyman continua a sostenere di essere innocente, e infatti ha un alibi sia per il precedente rapimento sia per quello odierno. Isobel riguarda l'interrogatorio fatto dall'ex partner, da cui è evidente come quest'ultimo avesse messo pressione al ragazzo confondendolo e inducendolo ad ammettere di essere colpevole; si rivolge poi alla madre di Annabelle, Joan Collier, la quale manifesta risentimento per il dolore che ha dovuto provare negli anni, dato che credeva la figlia morta, accusando Reed di insensibilità. Isobel decide di parlarle da sola, e le mostra una serie di sei foto segnaletiche di possibili sospetti che vivono nella stessa cittadina dei Collier, a nord dello Stato di New York. Joan riconosce Jeff Whalen, un uomo che lavorava per il defunto marito e che aveva uno stretto legame con Annabelle prima che entrambi scomparissero. Ultimamente egli ha vissuto in luoghi differenti sotto differenti pseudonimi (mantenendo però sempre le stesse iniziali per nome e cognome: J e W), l'ultimo una capanna nel bosco a Nelsonville, nella Contea di Putnam. Le squadre vi si dirigono con il supporto della SWAT, e anche Isobel e Jake (che hanno un'accesa discussione sulla gestione dell'indagine iniziale: lei infatti pensa che se all'epoca non avessero avuto anche una relazione sentimentale nello stesso periodo, come è accaduto, non sarebbero stati distratti e avrebbero fatto di più per rintracciare Annabelle; lui sostiene invece che hanno lavorato con le informazioni di cui disponevano): dopo un breve inseguimento, Maggie e Omar catturano Whalen, mentre la SWAT ispeziona la casa senza trovare la ragazza; improvvisamente, una stufa manomessa causa un'esplosione da cui fortunatamente gli agenti escono illesi. Sebbene Jake tenti di farle capire che è pericoloso, Isobel non si arrende: rientra nella baita e finalmente trova Annabelle nascosta, che accompagna fuori. Tiffany e Scola hanno scortato Joan fino lì, e così madre e figlia possono riabbracciarsi dopo diciotto anni, anche se Annabelle è traumatizzata e deve elaborare tutto ciò che è successo; Isobel dice loro che avranno bisogno di tempo, ma che per qualunque cosa loro saranno a disposizione. Jake le propone di bere qualcosa per festeggiare, ma lei declina e se ne va.
- Guest star: Tate Donovan (Agente Speciale Jake Reed), Alison Bartlett (Joan Collier), James Russell (Eddie Lyman), Vedette Lim (analista Elyse Taylor, ricorrente), Taylor Anthony Miller (analista Kelly Moran, ricorrente), Kyra Belle Johnson (Annabelle Collier/ Chloe/ Tasha), Sebastian Barba (Ben Miller), Matthew Sean Blumm (Jeff Whalen), Reynaldo Rivera (Paul Carson), Rob Kellogg (Brett Porter), Nate Richman (leader della SWAT Dan), NaTonia Monét (Naomi Baker), Miranda Roldàn (agente della polizia di Stato), Kendall Slocum (studente della NYU), Raegan Vaughn (ragazza).
- Ascolti USA: 7 590 000 telespettatori[18]
- Ascolti Italia: 1 143 000 telespettatori – share 6,30%[19]

## Eroi
- Titolo originale: Heroes
- Diretto da: Milena Govich
- Scritto da: Rick Eid e Joe Halpin

### Trama
Kelly Moran viene preso in ostaggio durante una rapina in banca mentre si reca al lavoro, ma riesce ad allertare Jubal. Il NYPD e l'FBI arrivano rapidamente sulla scena e avviano le indagini sugli autori, impegnandosi tutti al massimo per salvare il collega e gli altri ostaggi. L'FBI li identifica come Marco e Jennifer Salazar, il cui obiettivo è una cassetta di sicurezza intestata al padre del primo. Ulteriori ricerche sul passato del padre rivelano che possedeva diverse società di comodo e si occupava di riciclaggio di denaro in Colombia. Maggie e OA trovano il padre torturato e morto nella sua tenuta a Oyster Bay, Long Island. Una telecamera di sicurezza nascosta rivela che è stato torturato da due scagnozzi sconosciuti sulla sua cassetta di sicurezza, che contiene una chiave per la sua transazione in bitcoin. Marco e Jennifer hanno dunque rapinato la banca per salvare la figlia rapita dagli stessi scagnozzi, i quali vogliono il codice d'accesso ai conti milionari. Jubal entra nella banca fingendosi un fabbro e viene guidato, da remoto, da Ian ad aprire la cassetta di sicurezza (dato che è digitalmente sofisticata). Tuttavia, un malfunzionamento provoca l'abbassamento del cancello di sicurezza, rendendo impossibile l'apertura. La coppia di rapinatori intanto diventa sempre più impaziente e fuori controllo perché convinti che i criminali non esiteranno ad uccidere la figlia, e Isobel ordina a Tiffany, Scola e la SWAT di tenersi pronti a irrompere. Maggie e Omar sono in grado di localizzare il luogo in cui si trova la figlia e la soccorrono, anche se i criminali l'hanno sedata con dei miorilassanti. La copertura di Jubal salta quando il direttore della banca, d'impulso, afferra la pistola che Marco aveva appoggiato e minaccia di sparargli per mettere fine alla situazione; Jubal interviene e nella colluttazione il suo auricolare cade a terra: i due capiscono che appartiene alle forze dell'ordine e Jubal conferma di essere dell'FBI. Kelly coglie allora l'occasione per sfruttare il salvataggio della figlia come distrazione finché la SWAT e l'FBI non irrompono per arrestare i Salazar. Gli ostaggi vengono liberati, e Jubal dice a Kelly che è stato coraggioso e lo ringrazia per aver salvato, oltre a quelle dei clienti, anche la propria vita.
- Guest star: Alexander Bedria (Marco Salazar), Carmen Zilles (Jennifer Salazar), Andrew Polk (Bradley), Vedette Lim (analista Elyse Taylor, ricorrente), Taylor Anthony Miller (analista Kelly Moran, ricorrente), James Chen (analista Ian Lim, ricorrente), Roshawn Franklin (Agente Speciale Trevor Hobbs, ricorrente), Shawn Andrew (leader della SWAT), Chazz Menendez (Rafael Salazar), Kennedy Moronta (scagnozzo), Sarita Amani Nash (direttrice), Sean Garcia (proprietario del chiosco), Samantha MacIvor.
- Ascolti USA: 7 440 000 telespettatori[20]
- Ascolti Italia: 1 178 000 telespettatori – share 6,50%[21]

## Ricaduta
- Titolo originale: Breakdown
- Diretto da: Alex Chapple
- Scritto da: Alexander Maggio

### Trama
Due dipendenti dell'MTA muoiono innescando accidentalmente una bomba a base di tossina botulinica nascosta su un autobus, mentre un terzo resta gravemente ferito. Essendo il botulino il veleno più letale sul pianeta se in forma liquida, si sospetta subito un attentato terroristico. Il responsabile viene rapidamente identificato come un altro lavoratore dell'MTA, Aurelio Martinez, successivamente rinvenuto assassinato. L'FBI scopre che quest'ultimo è stato pagato per piazzare l'ordigno da un certo Bin Zada, l'alias di un agente che opera per un gruppo estremista Houthi dello Yemen; arrestano Amal Janubi, un'altra complice di "Bin Zada", che rivela che egli progetta di farne esplodere presto un altro. Il vero nome di "Bin Zada" è Hassan Nasif: è in cerca di vendetta dopo che la madre è stata uccisa da una bomba a grappolo di fabbricazione americana in Yemen un anno prima. Gli agenti lo rintracciano diretto al prossimo obiettivo: la Grand Central Terminal, in cui ogni giorno transitano migliaia di persone; Jubal lo cattura dopo averlo ferito e Maggie riesce a individuare la bomba e a disinnescarla prima che possa rilasciare la tossina e causare una strage di massa, mentre la stazione viene evacuata. Nel frattempo, Jubal ricade nell'alcolismo dopo aver avuto notizie potenzialmente preoccupanti sulla salute di Tyler. Quando ciò influisce negativamente sul suo lavoro, Maggie gli chiede direttamente se abbia ripreso a bere (avendo sentito odore di alcol nel suo caffè) ma lui nega; alla fine dell'episodio lei lo esorta a cercare aiuto, avvertendolo che non avrà altra scelta se non riferirlo a Isobel se non lo fa. Più tardi, lui fa visita alla ex moglie Samantha che lo informa che l'ecografia del figlio ha rilevato solo una cisti che può essere trattata con medicinali per drenare il liquido. Jubal è sollevato ma comunque le confida di aver avuto una ricaduta, poi esce e raggiunge una chiesa dove si tiene un incontro degli Alcolisti Anonimi.
- Guest star: Geoffrey Cantor (agente Fancelli), Mara Davi (Samantha Kelton), Vedette Lim (analista Elise Taylor, ricorrente), James Chen (analista Ian Lim, ricorrente), Roshawn Franklin (Agente Speciale Trevor Hobbs, ricorrente), Caleb Reese Paul (Tyler Kelton, figlio di Jubal), Christine Mirzayan (Amal Janubi), Neal Lerner (Etienne Jones), Noor Amiry (Noura Nasif), Marcus Ho (professor Cameron Wu), Geisha Otero (Hilma), Atibon Nazaire (venditore), Aqeel T. Ash- Shakoor (Geoff), Jashawn Lee (addetta alle pulizie), Faye Yvette McQueen (addetta alle pulizie), Nate Richman (leader SWAT Dan), Anthoula Katsimatides (referente dell'NSA Sarah), Gopal Lalwani (cassiera), Mahmoud Mahmoud (Hassan Nasif), A. J.Paratore (Ahmad Nasif).
- Ascolti USA: 7 470 000 telespettatori[22]
- Ascolti Italia: 912 000 telespettatori – share 5,40%[23]

## Mentore
- Titolo originale: Protégé
- Diretto da: Stephanie Marquardt
- Scritto da: Joe Webb

### Trama
L'FBI indaga quando un uomo viene trovato assassinato in una fabbrica abbandonata a Red Hook. La vittima viene identificata come Cole Dixon, un informatore che lavorava per l'agente dell'FBI Gwen Carter, amica di lunga data di Maggie e sua mentore a Quantico dieci anni prima (si sono conosciute quando Maggie era una poliziotta in Indiana; Gwen era in una task force del Bureau, hanno lavorato congiuntamente ad un caso e Gwen ha visto il suo potenziale). Gwen si unisce alle indagini, nonostante le crescenti preoccupazioni di Maggie per la salute della sua amica (specialmente dopo aver rinvenuto una medicina nella tasca della sua giacca). L'indagine porta gli agenti a Walt Taylor, un ex chimico; fanno irruzione nella sua abitazione, trovandolo morto. Si scopre che dalla casa sono stati rubati materiali per fabbricare bombe e che la pistola che l'ha ucciso è la stessa dell'omicidio di Dixon. Una testimone riferisce di aver visto due uomini asiatici fuggire dalla scena al momento della sparatoria. Una agente della DEA in seguito informa l'FBI che Taylor veniva pagato da Rex Yu, il capo della gang cinese East-19. Quando la squadra di Maggie cerca di arrestare Rex e il suo complice, Gwen non riesce a fornire rinforzi in tempo dicendo di avere dei crampi, con il risultato che OA viene colpito da un proiettile. Sebbene quest'ultimo non sia gravemente ferito, Rex scappa con la bomba. Scola e Tiffany interrogano il complice di Rex, ma lui si rifiuta di tradire il suo capo. L'FBI poi determina che Rex è stato assunto da oligarchi cinesi per assassinare Victor Ho, un importante dissidente che vive a New York. La squadra di Maggie e Gwen arrivano all'attico di Ho, dove OA disinnesca la bomba di Rex mentre Maggie lo insegue. Tuttavia, Rex tende un'imboscata e sopraffà Maggie, prendendole la pistola. Gwen, sebbene fosse stata incaricata in precedenza da Maggie di sorvegliare il perimetro, si presenta appena in tempo per sparare a Rex e salvarla. Alla fine dell'episodio, Gwen confessa a Maggie che le è stata diagnosticata la sclerosi multipla ma che non l'ha comunicato ai superiori perché ha dedicato ventotto anni al Bureau e non vorrebbe smettere. Ricordando le lezioni che ella le ha insegnato anni prima, Maggie convince la sua ex mentore a dimettersi in quanto continuando a stare sul campo metterebbe a rischio le vite dei colleghi.
- Guest star: Vedette Lim (Elise Taylor), Taylor Anthony Miller (Kelly Moran), James Chen (Ian Lim), Wes Jetton (Ethan Chen), Thomas Walter Booker (Daryl Watkins), Christina DeCicco (signora Dixon), Emily Donahoe (referente della CIA Anne Potter), Patricia R. Floyd (Martha Wax), Joelle Carter (Agente Speciale Gwen Carter), John Stout Adams (Cole Dixon), Carmen Lamar Gonzalez (Carla Flores), Damian Buzzerio (detective NYPD Lopez), Kim Berrios Lin (Agente della DEA Ava Lee), Julia Mack (gestore bar), Drew Brock Baker (agente NYPD Womack), Orease Bowers (capo della sicurezza), Leah Dowdy (poliziotto in uniforme del NYPD), Kenny Wong (Rex Yu).
- Ascolti USA: 7 200 000 telespettatori[24]
- Ascolti Italia: 905 000 telespettatori – share 5,70%[25]

## Crypto
- Titolo originale: Money for Nothing
- Diretto da: Jean de Segonzac
- Scritto da: Rick Eid e Joe Halpin

### Trama
Un furgone portavalori che sta trasportando l'incasso di uno strip club viene derubato da un individuo mascherato in pieno giorno. Si tratta della quinta rapina in ventiquattr'ore perpetrata dallo stesso autore, che sembra agire per disperazione (infatti è alquanto inesperto) e dunque probabilmente ha un ingente bisogno di denaro; mentre l'FBI è sulle sue tracce, egli compie altri due colpi prima di essere arrestato: si chiama Tom Hoffman ed è proprietario di uno strip club; confessa i reati ma spiega di non aver avuto altra scelta in quanto deve restituire un prestito di 300 000 dollari ad un certo Mason Simonian, che ha minacciato di morte lui e i suoi genitori se non riavrà i soldi. La Crimine Organizzato riferisce all'FBI che Simonian è molto pericoloso ed è sospettato di almeno altri sei omicidi incluso quello di un'intera famiglia nel Queens. Dopo un'esitazione, Hoffman accetta di incontrarlo indossando un microfono, con Tiffany che si finge la sua ragazza, ma malgrado i loro sforzi, Simonian non ammette i delitti. L'operazione prende una brutta piega quando quest'ultimo sequestra Tiffany; il resto della squadra lo rintraccia salvando la collega, e lui e i suoi scagnozzi vengono uccisi nello scontro a fuoco. OA informa Hoffman e aggiunge che loro manterranno la parola dicendo al Procuratore che ha collaborato, anche se dovrà comunque scontare qualche anno di carcere.
Nel frattempo, Omar mostra a Maggie foto di un lussuoso appartamento che pensa di acquistare, avendo iniziato ad interessarsi al mondo finanziario, anche se Scola prova a scoraggiarlo raccontandogli che il padre, che lavorava nel settore immobiliare, ha finito per perdere tutto. Dopo che i suoi investimenti in criptovaluta affondano, lui progetta di contrarre un prestito ad interessi altissimi, ma, riflettendo sulle circostanze che hanno condotto alla rovina di Hoffman, alla fine decide di non procedere e anche di non acquistare l'appartamento.
- Guest star: Evan Gamble (Thomas Hoffman), Raphael Corkhill (Mason Simonian), Taylor Anthony Miller (analista Kelly Moran), James Chen (analista Ian Lim), Aaron Dalla Villa (Michael Holt), Juri Henley - Cohn (Karim), Rene D'Nava (Victor), Kimberly Magness (Amy), Jolie Curtsinger (Agente Speciale della Crimine Organizzato Angela Cummings), Anna Clare Kerr (Agente della Crimine Organizzato Tricia Holmes), Kimiye Cowin (Detective Cantwell), Robert Constantine (comandante della S.W.A.T.), Trevor Swan (buttafuori), Richard Buckman (scagnozzo).
- Ascolti USA: 6 890 000 telespettatori[26]
- Ascolti Italia: 869 000 telespettatori – share 4,80%[27]

## Il peso delle bugie
- Titolo originale: The Lies We Tell
- Diretto da: Lisa Robinson
- Scritto da: Rick Eid e Joe Halpin

### Trama
Mentre passeggia con la moglie, l'Agente della Sicurezza Diplomatica fuori servizio John Reagan tenta di arrestare un uomo che riconosce ma viene freddato da quest'ultimo in pubblico. Non appena l'FBI inizia ad indagare sul passato di Reagan, vengono ripetutamente ostacolati dal Dipartimento di Stato, il quale si rifiuta di fornire dettagli sul suo incarico; l'aggressore viene poi identificato come Luca Cilic e la moglie della vittima riferisce agli agenti di una sua recente missione in Croazia, dove egli si era imbattuto in un gruppo religioso di ribelli. Si scopre che Cilic ha rubato una variante mutante estremamente letale del virus COVID-19 da un laboratorio di genetica e intende portarla in Croazia. Nel momento in cui si determina che il suo complice, James Leavins, è l'unico che può aiutare l'FBI a trovare sia Cilic sia il virus, ma rifiuta di parlare senza le prove che la moglie rapita sia salva, Isobel ricorre a un "deepfake" per indurlo a collaborare; nonostante ciò, ella viene rinvenuta morta. Cilic è nuovamente diretto in Croazia (dove era stato visto prima di essere a New York), gli agenti avvicinano lui e un suo socio ma Cilic fugge e prende diversi ostaggi minacciando di rilasciare il virus. La SWAT irrompe neutralizzandolo, e il virus viene rimesso al sicuro. Isobel comunica a Leavins la morte della moglie e lui è infuriato per essere stato ingannato. Maggie le esprime la propria disapprovazione per il gesto compiuto, ma Isobel replica che è stata una sua decisione e che per questo è lei a non avere la coscienza pulita; nella scena finale dell'episodio, la si vede seduta al bancone di un bar a bere un whisky riflettendo sugli eventi di quel giorno.
- Guest star: Daniel London (James Leavins), Goran Ivanovski (Luca Cilic), Gregory Abbey (CEO della Hudson Genetics), Vedette Lim (analista Elise Taylor), Taylor Anthony Miller (analista informatico Kelly Moran), James Chen (analista informatico Ian Lim), Gerardo Rodriguez (Agente Morales), Josh Drennen (John Reagan), Danae Nason (Ann Reagan), Tom Paolino (Detective NYPD Sessions), Jesse O'Neill (leader della SWAT Ryan), Jen L. Burry (signora Leavins), Aaron Smallwood (proprietario del motel), Christopher Daftsios (barista), Matthew Dalton Lynch (ostaggio), Paloma D'Auria (ostaggio donna).
- Ascolti USA: 6 810 000 telespettatori[28]
- Ascolti Italia: 871 000 telespettatori – share 4,70%[29]

## Prima la famiglia
- Titolo originale: Family First
- Diretto da: Eduardo Sanchez
- Scritto da: York Walker e Thomas Kelly

### Trama
L'Agente Penitenziario Federale Mia Lopez viene freddata a colpi d'arma da fuoco in pieno giorno, mentre sale sulla sua auto dopo un allenamento in palestra. L'FBI riconduce i bossoli ad una pistola di proprietà di un certo Kenny Nelson, membro di una gang di motociclisti il quale riferisce di averla venduta ad un uomo il giorno precedente. I filmati di sorveglianza del bar in cui essi si riuniscono rilevano un furgone aziendale e il proprietario fornisce agli agenti l'identità di chi lo guida: Michael Landry, un ex ricognitore dei Marine che ha servito in Afghanistan ed è stato congedato poiché aveva iniziato a mostrare segni di disagio mentale. Egli degenera in fretta, di conseguenza la scia di sangue si allunga: muoiono anche una giudice all'esterno del tribunale, un poliziotto e un medico; gli analisti scovano un collegamento tra le vittime, ovvero il caso di Hailey Landry, sorella del killer, arrestata dalla Polizia Federale nel corso di una protesta di giustizia sociale e morta per emorragia cerebrale mentre era sotto la loro custodia. Michael e la madre hanno sempre sostenuto che la lesione sia stata provocata durante l'arresto, sebbene non vi siano prove a sostegno, e il ragazzo in particolare ha deciso di farsi giustizia da solo uccidendo coloro che ritiene responsabili del decesso della sorella (il dottore era quello che aveva escluso la colpevolezza dei poliziotti). La squadra scopre che la madre ha mentito affermando di non aver parlato con il figlio recentemente, e Scola è in grado di convincerla a dire la verità. Dopo che Landry ruba un'auto e si schianta poco distante, l'FBI circonda la zona e lo insegue fino al tetto di un locale, dove lui minaccia di uccidersi con la medesima pistola, salvo poi scoprire di aver esaurito i proiettili, allora Scola lo arresta. Nel frattempo, Tiffany si incontra con la sorella e il fratello minori per inaugurare una panchina commemorativa in memoria della loro madre deceduta anni prima, posta nel suo punto preferito della città, e la sorella Erika le parla del comportamento imprevedibile di Bryan (il fratello), che manifesta spesso improvvisi sbalzi d'umore e attacchi d'ira, suggerendo che dovrebbe vedere un professionista, dato che le malattie mentali hanno origine ereditaria; Tiffany tuttavia minimizza il fatto, credendo che il fratello debba solo rendersi conto di essere ormai un adulto. Scola osserva che la salute mentale è una questione seria, ma la collega continua a pensare che la sorella si preoccupi troppo e che Bryan debba solo imparare a controllarsi. Più tardi, riceve una chiamata proprio dalla sorella: il fratello è nel ristorante in cui lavorava, sta agitando una bottiglia contro i presenti e inveendo che tutti lo odiano. Scola e Tiffany fanno una deviazione per verificare la gravità della situazione; giunti lì, quest'ultima riesce a persuadere i poliziotti accorsi a non arrestare Bryan e a calmare lui (assicurandogli che non potrebbe mai odiarlo), chiedendo poi alla sorella di riportarlo a casa. Alla fine dell'episodio, Tiffany accetta il fatto che il fratello abbia un problema e insieme a Erika gli comunica che dovrà vedere un esperto affinché si possa formulare una diagnosi; Bryan inizialmente si oppone ma le sorelle insistono.
- Guest star: Adrienne Walker (Erika Wallace), Darius Jordan Lee (Bryan Wallace), Vedette Lim (analista Elise Taylor), Taylor Anthony Miller (analista informatico Kelly Moran), Roshawn Franklin (Agente Trevor Hobbs), Dee Nelson (signora Landry), Jonathan Holtzman (Kenny Nelson), Luke Marinkovich (Michael Landry), Carmen Noemi Guzman (Carmen Lopez), Miriam Morales (Mia Lopez), Kai Blue (Aaron), Ryan M. Perez (agente Ronald Waites), Telita Perry (Detective NYPD Walton), Neil Vincent Smith (agente NYPD Watkins), Anthony T. Solano (agente NYPD Jones), Scott Stangland (Gene Aldo), Harlen Ernest (Jack Knowles), Winter Donnelly (Emily Barnes), Aleca Piper (autista delle consegne Allie Springer), Eliud Garcia Kauffman (tassista).
- Ascolti USA: 7 160 000 telespettatori[30]
- Ascolti Italia: 832 000 telespettatori – share 4,60%[31]

## Attacco imminente (seconda parte)
- Titolo originale: Imminent Threat
- Diretto da: Alex Chapple
- Scritto da: Rick Eid

### Trama
La seconda parte riprende dove è terminata la prima. Dopo essere stata colpita a Roma, Nina viene ricoverata d'urgenza in ospedale e Forrester si offre di restare lì per avere informazioni dai medici il prima possibile, mentre Isobel richiama Jubal a New York affinché assista l'operazione sotto copertura in cui è impegnato Scola da circa tre settimane: quest'ultimo si sta fingendo un potenziale acquirente di esplosivo al plastico militare di alto livello, e riesce, anche grazie alle conoscenze del leader della Task Force Fuggitivi Remy Scott (che lo fa parlare con un suo informatore), ad ottenere un incontro con il capo del suo contatto, Andrej Chernin; appena i due si incontrano, Chernin si insospettisce e poi viene arrestato. Tuttavia, un Agente degli Affari Esteri del Dipartimento di Stato subentra e inizia a torturarlo; Jubal lo scopre e tenta di fermarlo ma mentre discutono il prigioniero si libera e si suicida. Successivamente, una dirigente delle Risorse Umane viene rapita dagli uomini del Generale Lenkov, e Nico Sabalenka (l'intermediario con cui Scola stava provando a fare affari) risulta collegato all'evento. Perquisendo l'attico del palazzo in cui il ragazzo lavora, gli agenti scovano taccuini nelle cui pagine scritte in russo si illustra un potenziale attentato alla vita del Presidente degli Stati Uniti: è questo l'obiettivo dei bielorussi. Nel frattempo, in ospedale a Roma, una delle dottoresse spiega a Forrester che Nina ha perso molto sangue ma che gli organi vitali fortunatamente non sembrano essere stati compromessi, e anche il feto sembra non aver subìto danni; le sue condizioni sono comunque critiche. Lui informa l'ufficio di New York e Isobel impedisce a Jubal di riferire a Scola della sparatoria, sebbene Jubal non approvi (dato che stanno per diventare genitori, egli crede che l'agente abbia il diritto di saperlo); Scola lo apprende casualmente da Sabalenka e si infuria sia con Isobel che con Jubal per essere stato tenuto all'oscuro. Isobel cerca di giustificarsi affermando di averlo fatto per mantenerlo focalizzato sull'operazione, ma lui la accusa di averlo ingannato.
- Special guest star: Luke Kleintank (Agente Speciale Supervisore Scott Forrester), Heida Reed (Agente Speciale Jamie Kellett), Carter Redwood (Agente Speciale Andre Raines), Vinessa Vidotto (Agente Speciale Cameron Vo), Roxy Sternberg (Agente Speciale Sheryll Barnes), Keisha Castle - Hughes (Agente Speciale Hana Gibson), Dylan McDermott (Agente Speciale Supevisore Remy Scott)
- Guest star: Shantel VanSanten (Agente Speciale Nina Chase), Mark Ivanir (Generale Stanislau Lenkov), Tom Pecinka (Theo), David Garelik (Nico Sabalenka), Michael Potts (Agente Bruce Ellis), Vedette Lim (analista Elise Taylor), Taylor Anthony Miller (analista informatico Kelly Moran), Mackenzie Meehan (Allison Green), Nikolai Nikolaeff (Andre Chernin), Christian Vit (Ispettore Capo Grannò), Harry Sutton Jr. (Commissario di Polizia Johnson), Roman Blat (Victor Karcuk), Alexander Chernyshev (Alexander Sinsovich), Ray Crisara (Nate).
- Nota. Questo episodio rappresenta la seconda parte di un evento crossover che inizia con l'episodio intitolato Attacco imminente (prima parte) della serie FBI: International e termina nell'episodio Attacco imminente (ultima parte) della serie FBI: Most Wanted.
- Ascolti USA: 6 540 000 telespettatori[32]
- Ascolti Italia: 819 000 telespettatori – share 4,7%[33]

## Responsabilità
- Titolo originale: Obligation
- Diretto da: Alex Zakrzewski
- Scritto da: Claire Demorest

### Trama
Il Colonnello John Sittenfeld, vicecomandante di una base aerea della Guardia Nazionale, viene rapito e torturato affinché consegni la propria chiave magnetica e i codici, che i rapitori utilizzano per accedere all'armeria della base e trafugare due missili anticarro Javelin, estremamente precisi e non rintracciabili. Quando l'FBI lo trova, egli muore riuscendo però a riferire l'accaduto; gli agenti rilevano delle impronte digitali da un carrello e identificano l'autista del furgone usato per trasportare i missili, Ray Nichols, che rifiuta di collaborare. Tiffany è in grado di spingere la moglie ad aprirsi e quest'ultima rivela che il marito lavorava per un ex militare delle Forze Speciali turche, Adem Polat, che vende armi rubate: la donna accetta di incontrarlo indossando un microfono, ma la copertura rischia di saltare, allora Maggie interviene uccidendo Polat e il suo socio. Successivamente, Nichols dice agli agenti che un sicario messicano ha acquistato i due missili allo scopo di eliminare un uomo che deve testimoniare in tribunale contro l'ex leader di un cartello della droga; l'FBI mette in sicurezza il furgone blindato e Scola tenta di impedire agli assalitori di lanciare i missili. Il resto della squadra lo raggiunge e sventano l'attacco. Nel frattempo, Scola, ancora traumatizzato dagli eventi di Roma in cui Nina è rimasta ferita (sarà un lungo percorso, ma migliora ogni giorno), pensa di cambiare impiego, magari trasferendosi alla Sezione Crimini Finanziari per avere maggiore stabilità e correre meno pericoli, e anche Nina ci sta riflettendo. In un dialogo con Tiffany, quest'ultima è sorpresa di sentirglielo dire e accenna al fatto che se se ne andrà, le mancherà. Alla fine dell'episodio, lui le dice di essersi reso conto che non possono sempre evitare che accada qualcosa di male, ma possono comunque sempre sperare per il meglio, aggiungendo che il loro non sarà il lavoro più sicuro del mondo, ma lui lo ama e ama i suoi colleghi, quindi resterà al Centro Operativo.
- Guest star: Mili Diaz (Mila Nichols), Blake Morris (Ray Nichols), Roger Wayne (Agente Ward dell'Ufficio Indagini Speciali - OSI), Vedette Lim (analista Elise Taylor), Taylor Anthony Miller (analista informatico Kelly Moran), James Chen (analista informatico Ian Lim), Akin Gazi (Adem Polat), Fletcher McTaggart (Colonnello John Sittenfeld), Rahmell Peebles (Derek White), Johnath Davis (Sergente Trammell), Tara Anika Nicolas (referente della DEA Jordan), Josef Buchel (referente degli U.S. Marshals Charlie), Justine J. Hall (Tonya Singler), Garrett Lee Hendricks (U.S. Marshal), John Mondin (Mike), Salar Ghajar (Omer Kiraz).
- Ascolti USA: 6 840 000 telespettatori [34]
- Ascolti Italia: 873 000 telespettatori – share 4,5%[35]

## Errori del passato
- Titolo originale: Sins of the Past
- Diretto da: Oscar Lozoya
- Scritto da: Thomas Kelly

### Trama
Il camionista Vince Duggan viene ucciso dopo aver attraversato il confine canadese, un viaggio di routine che compiva spesso. Inizialmente, l'FBI sospetta che trafficasse droga, ma poi i suoi assassini, identificati come Mustafa Samir e Omar Hassan, si rivelano essere terroristi radicalizzati in Libia che stanno pianificando un attentato su vasta scala a New York, che potrebbe diventare il più devastante dai tempi dell'11 settembre 2001 (quello delle Twin Towers); dunque Duggan stava trasportando dell'esplosivo, specificamente 500 chili, sparito da una cava nell'Ontario, e i due l'hanno rubato per servirsene. Alla squadra si unisce il detective Jack Lombardo, uno dei poliziotti più decorati nella storia del NYPD nonché ex collega di Jubal ed esperto di jihadismo radicale. Omar si infiltra come cliente in un ristorante di cucina mediorientale dove il padre lo portava da bambino dato che Samir e Hassan vi compaiono nei video di sorveglianza, più tardi arrestano il proprietario per interrogarlo: Omar è in grado di farlo parlare facendo leva sulle discriminazioni subìte qualche tempo dopo l'11 settembre soltanto per l'aspetto fisico e le origini arabe, e l'uomo ricorda quel periodo terribile; egli afferma di aver fornito ai due una Escalade per trasportare l'esplosivo, di non sapere quale obiettivo intendono colpire ma di averli sentiti dire di voler eliminare quanti più poliziotti possibile. La ricerca si restringe al One Police Plaza, il quartier generale della Polizia, presso cui è in programma un evento con i Servizi Sociali, quindi ci saranno molti civili, e tutte le forze convergono lì. Nel corso del confronto con Samir, quest'ultimo accusa apertamente Lombardo di aver provocato la morte del padre, precipitato da un tetto di Brooklyn mentre tentava di fuggire dalla task force, sostenendo di aver assistito di nascosto a lui che penzolava tenuto per le caviglie. Jubal chiede spiegazioni, ma l'ex collega nega le dichiarazioni di Samir e replica che il decesso dell'uomo è stato dovuto alla caduta dal quinto piano. Rientrati in sede, Omar ne parla con Isobel e recuperano il rapporto dell'autopsia del padre di Mustafa: esso aveva rilevato sì traumi conseguenti ad una caduta, ma anche lividi da pressioni attorno alle caviglie, compatibili con l'ipotesi che qualcuno lo avesse tenuto facendolo sporgere dal tetto per poi lasciare la presa. Jubal è sconvolto dalla scoperta; accetta di andare a bere un drink in un bar con Lombardo, parlano dei vecchi tempi e il detective ammette di essere stato un po' aggressivo nei confronti del padre di Samir, ma la città era sotto attacco e lui non se n'è pentito perché i terroristi vanno puniti: in realtà, Jubal indossa un microfono, perciò l'altro ha involontariamente confessato la propria responsabilità; entrano due agenti che arrestano Lombardo. L'arrivo di Isobel impedisce a Jubal di cedere alla tentazione di ordinare una delle bottiglie di liquore del bar, dicendogli di aver fatto la cosa giusta.
- Special guest star: Billy Campbell (detective Jack Lombardo)
- Guest star: Laith Nakli (Ahmed Khan), Mousa Kraish (Mustafa Samir), Vedette Lim (analista informatico Elise Taylor), Taylor Anthony Miller (analista informatico Kelly Moran), James Chen (analista Ian Lim), Deborah Rayne (signora Duggan), Junes Zahdi (Omar Hassan), Justin L. Wilson (Vince Duggan), Nayab Hussain (Farrah Aziz), Tara Anika Nicolas (referente della DEA Jordan), Moses Jones (artificiere Jones), Amy Dannenmueller (poliziotta di Stato del NYPD), Ian Bell (tiratore scelto), Parker Drown (agente di frontiera).
- Ascolti USA: 6 760 000 telespettatori[36]
- Ascolti Italia: 881 000 telespettatori – share 4,6%[37]

## Fiducia
- Titolo originale: Sisterhood
- Diretto da: Tim Busfield
- Scritto da: Rick Eid

### Trama
Rafael Morales, uno spacciatore che lavora come buttafuori al bar Emeralds, viene trovato morto a colpi di arma da fuoco in un parco federale. L'indagine coincide con il ritorno a New York di Erin, la sorella ex tossicodipendente di Maggie (alla quale rivela di essere pulita da quasi un anno e di volersi trasferire in città), che finisce rapidamente coinvolta nel caso quando viene rapita la sua migliore amica Nikki, sentimentalmente legata a un altro spacciatore di nome JJ Gomez. Quest'ultimo cerca di ottenere denaro dal padre di Nikki per pagare un debito con il proprietario del bar, Samuel Rowe. Malgrado le obiezioni di Maggie, Isobel autorizza Erin ad andare sotto copertura per ottenere informazioni sull'operazione antidroga di Rowe e su dove si trovi Nikki. Durante l'infiltrazione, Erin viene invitata a sniffare cocaina e lei, per non suscitare sospetti, sembra stare al gioco; più tardi, dice alla sorella di aver soltanto finto e che in realtà ha buttato la droga sul pavimento, ma Maggie non le crede e le fa fare un test antidroga (dato che i tossicodipendenti sono abituati a mentire e gli ex tossici sono sempre a rischio di ricadute).
Maggie accetta con riluttanza che Erin vada sotto copertura una seconda volta dopo che Gomez muore in ospedale per le ferite riportate in una caduta, riuscendo ad ottenere un accordo per pagare il debito di JJ a Rowe e la conferma che Nikki è ancora viva. Maggie tenta di impedirle di incontrare Rowe, ma la sorella non vuole che a Nikki accada nulla di male e la convince; mentre consegna i soldi, la copertura di Erin salta e l'FBI è costretta a intervenire uccidendo Rowe. Nonostante l'intoppo, Scola e Tiffany salvano Nikki dal suo rapitore, ovvero il barista dell'Emeralds. La vicenda porta a galla vecchi rancori tra le due sorelle, in particolar modo la mancanza di fiducia che Maggie ha nei confronti di Erin: infatti, a operazione conclusa, Maggie le dice che è meglio che torni ad Indianapolis perché lì a New York vi sono troppe "tentazioni", aggiungendo che ogni volta che lei rientra nella sua vita la mette in imbarazzo, ed Erin ne è delusa.
Nella scena finale, Omar dà a Maggie i risultati del test antidroga di Erin, dimostrando che sua sorella stava dicendo la verità (non ha davvero assunto la cocaina).
- Guest star: Adrienne Rose Bengtsson (Erin Bell), Christopher Cassarino (Sammy Rowe), Vedette Lim (analista informatico Elise Taylor), Taylor Anthony Miller (analista informatico Kelly Moran), James Chen (analista Ian Lim), Chamblee Ferguson (signor Sterling), Michael Worden (Clyde), Michael Alix (Alex Lawson), Callum Adams (Brian), Tenzing Kalden (Kylie), Elizabeth Brady (Nikki Sterling), Christiana Blain (detective del NYPD Nicole Helton), Luciano Acuna Jr. (JJ Gomez).
- Ascolti USA: 6 800 000 telespettatori[38]
- Ascolti Italia: 814 000 telespettatori – share 4,3%[39]

## Privilegio
- Titolo originale: Privilege
- Diretto da: Carlos Bernard
- Scritto da: Claire Demorest

### Trama
Allison Becker, unica figlia del Senatore David Becker, viene rapita dalle strade di Brownsville, una zona insolita in cui trovarsi per una studentessa modello della Columbia University com'è lei. Il padre, sconvolto, riferisce a Isobel che la figlia pensava che nelle ultime settimane qualcuno la seguisse, mentre Isobel gli assicura che i migliori agenti sono sul campo. Lo stalker si rivela essere un fotografo incaricato di scattare foto sospette di Becker e della figlia da un comitato che intende ostacolare la carriera politica del Senatore, e afferma di non essere interessato a far del male alla ragazza. L'FBI utilizza una delle immagini per scoprire dove quest'ultima lavorava come volontaria, un centro di riabilitazione per tossicodipendenti situato appunto a Brownsville; la responsabile della struttura è sorpresa di vedere gli agenti poiché una delle ospiti, Katie Ryan, è scomparsa da tre giorni ma non si era presentato nessuno. Maggie e Omar, insieme al detective che era stato assegnato al caso di Katie, si recano dalla madre la quale esprime la propria rabbia perché, nonostante abbia denunciato la sparizione della figlia, alle forze dell'ordine non era importato e il caso era stato accantonato, mentre ora che è coinvolta la figlia di un senatore si sono mobilitati pure i Federali. Il colpevole viene presto viene identificato in Caleb Vance, dimesso dal Bellevue Hospital Center a seguito di un trattamento psichiatrico obbligatorio; secondo il suo profilo stilato dall'Unità di Analisi Comportamentale, da piccolo egli ha subìto abusi dalla madre anaffettiva e tossica (che aveva i capelli scuri, ed è per questo che Vance prende di mira giovani che le assomigliano), che quando perdeva le staffe con lui lo chiudeva in un baule per giocattoli. Interrogandolo, Isobel differenzia Katie ed Allison fingendo di approvare le sue azioni, ma accennando al fatto che Allison non è tossicodipendente, bensì solo volontaria al centro di recupero, persuadendolo infine a rivelare il luogo in cui ha nascosto i due bauli per giocattoli in cui ha chiuso le ragazze. L'FBI e la Polizia iniziano le ricerche e trovano i bauli con all'interno le sue vittime: Allison è viva e può così riabbracciare il padre, mentre Katie è morta soffocata. Nel corso delle indagini, Maggie accusa Zito, il detective assegnato al caso di Katie, di aver ignorato il proprio dovere a causa della tossicodipendenza della vittima, anche se Omar le fa capire che non è colpa sua, ma che è l'intero sistema ad aver fallito. Dopo aver ritrovato le ragazze, Maggie allora si riconcilia con l'uomo e poi, insieme a Isobel, torna dalla madre di Katie per notificarle il decesso della figlia. La donna è comprensibilmente arrabbiata e non accetta le loro condoglianze perché convinta che, se le forze dell'ordine si fossero occupate di Katie al momento della scomparsa, lei forse sarebbe ancora viva.
- Guest star: Adam Ferrara (detective Nick Zito), Mary Theresa Archbold (madre di Katie Ryan), Vedette Lim (analista Elise Taylor), Taylor Anthony Miller (analista informatico Kelly Moran), James Chen (analista Ian Lim), Margot White (Helen York), Saul Rubinek (Senatore David Becker), Taylor Petracek (Caleb Vance), Eve O' Brien (Allison Becker), Brian D. Cohen (Adrian Bose), Marc Basil (Ray LaForge), Alison Chace (Colleen Curtis), Sarah Hawthorne (Katie Ryan), Alexandra C. Echavarri (Maria Nunez).
- Ascolti USA: 6 460 000 telespettatori[40]
- Ascolti Italia: 988 000 telespettatori – share 5,20%[41]

## Compromessi
- Titolo originale: Torn
- Diretto da: Yangzom Brauen
- Scritto da: Thomas Kelly

### Trama
Una madre preoccupata per la figlia scomparsa la trova morta, insieme ad altri sei adolescenti, in un bosco a Bronxville. La squadra esclude un suicidio di massa, e il video girato da uno dei ragazzi con il proprio cellulare quella sera li mostra assumere delle pasticche, probabilmente contenenti la sostanza che li ha uccisi; le analisi rilevano che l'overdose è stata provocata da una letale combinazione di fentanyl e carfentanil (quest'ultimo è un derivato del primo ed è 100 volte più potente sia di esso sia dell'eroina, prevalentemente utilizzato per anestetizzare gli elefanti), prodotta e spacciata in modo fai-da-te dalla mafia albanese. L'FBI apprende che la Divisione Crimine Organizzato ha avviato un caso contro di essa per riciclaggio di denaro, pertanto l'indagine diventa congiunta con l'obiettivo di smantellare l'organizzazione criminale, guidata da un certo Fabian Shabani, e impedire che il "veleno" invada le strade. La squadra si serve dei contatti creati all'interno dall'agente sotto copertura Val Sula (che si ricorda di Omar dal giorno in cui quest'ultimo tenne un discorso su com'è essere un musulmano nel Bureau presso il suo liceo) per scoprire maggiori informazioni sulle trattative riguardanti la droga: emerge che lo zio dell'uomo che ha distribuito la sostanza ai sette ragazzi la sta preparando anche per la mafia. Dopo che Sula si ritira dall'operazione per le difficoltà di conciliare la fede musulmana con il lavoro di agente, Omar subentra e piazza una seconda cimice nell'appartamento sopra al bar dove si ritrovano i membri dell'organizzazione, riuscendo anche a distrarre l'Imam che vi abita e che è all'oscuro del fatto che essi sfruttino l'appartamento per concludere affari. Successivamente, l'FBI li segue fino ad un magazzino, sede del loro laboratorio, e nello scontro a fuoco (in cui perdono la vita alcuni criminali) che ne deriva i membri superstiti vengono arrestati. Nel corso dell'episodio, viene mostrata l'estrema devozione di Sula all'Islam, che spinge l'operazione quasi sull'orlo del fallimento dato che egli è a disagio nel portare un'arma e si rifiuta di violare le imposizioni della dottrina pur di restarvi fedele (ad esempio, prega ed evita di bere un drink al bar per rispettare il Ramadan), anche se Omar prova a fargli capire che a volte, è necessario attuare dei compromessi (spiegando a Maggie, la quale ritiene eccessivo il comportamento di Sula, che lui stesso era così nei primi tempi all'FBI e poi ha imparato che per essere un valido agente bisogna sacrificare qualcos'altro). Alla fine dell'episodio, Omar ringrazia Sula per avergli salvato la vita (avendo sparato ad uno dei criminali che stava per strangolarlo) e quest'ultimo afferma di non sentirsi bene al pensiero di aver ucciso un uomo; Omar gli racconta che la prima volta in cui ha ucciso qualcuno in servizio, non ha dormito per tre giorni. Prima di salutarlo e di restituire il tesserino di agente (decidendo di dimettersi), Sula afferma di invidiarlo perché non è mai "combattuto" quanto lui; nell'ultima scena, tuttavia, Omar si reca in una moschea per pregare.
- Guest star: Chris Petrovski (Agente Val Sula), Stelio Savante (Fabian Shabani), Vedette Lim (analista Elise Taylor), Taylor Anthony Miller (analista informatico Kelly Moran), James Chen (analista Ian Lim), Jamie Tennille (Michelle Dolan), Florin Penisoara (Luhan Hyka), Thomas Philip O' Neill (dottor Neil Mosbach, medico legale), Andy Hernandez (Agente della Divisione Crimine Organizzato), Kendrick Merdani (Dardan Hasa), Leonid Citer (Anton "Tony" Hasa), Simon MacLean (Brian Dolan), Grace Aiello Antczak (Meghan Dolan), Jose Duran (Oscar Diaz).
- Ascolti USA: 6 580 000 telespettatori[42]
- Ascolti Italia: 919 000 telespettatori – share 4,80%[43]

## Delirio di onnipotenza
- Titolo originale: God Complex
- Diretto da: Alex Chapple
- Scritto da: Rick Eid e Joe Halpin

### Trama
L'FBI deve occuparsi di un caso enigmatico e inquietante: in un parco federale viene rinvenuto il cadavere del dottor Paul Hendrix, rinomato neurochirurgo, nudo, in parte scuoiato e con un rosario nero tra le mani giunte in preghiera. Gli agenti interrogano Derek Lawson, che aveva minacciato la vittima incolpandolo della morte della moglie (infatti Hendrix ne aveva posticipato l'intervento dando precedenza a un paziente più giovane e sano, e nell'attesa la donna era deceduta), ma il suo alibi regge. Un filmato di sorveglianza avvicina l'identificazione di un secondo sospettato a seguito del ritrovamento, quello stesso giorno, del corpo di un Colonnello della Marina in pensione all'interno di un cassonetto, ucciso e posizionato con le medesime terribili modalità. Il sacerdote di una chiesa lo identifica come Frank Silver, che lavorava per la struttura in qualità di custode ed è stato licenziato per comportamenti bizzarri; il profilo delineato dall'Unità di Analisi Comportamentale lo descrive come uno psicopatico affetto da narcisismo patologico e delirio di onnipotenza che agisce motivato dalla religione: significa che attribuisce a sé stesso il potere di determinare il destino degli altri, decidendo chi vive e chi muore; a ogni delitto, cresce la sua eccitazione e colpirà ancora in quanto non riesce a resistere al brivido (la tendenza potrebbe dunque diventare seriale). La squadra ispeziona una chiesa abbandonata, nella quale si imbattono nella stanza delle torture di Silver (scoprendo anche una sorta di trono, i brandelli di pelle scuoiati dalle vittime e il suo zaino contenente parecchi ritagli di giornale) e in una ragazza di nome Mary incatenata allo stesso modo degli uomini ma viva (ella, traumatizzata, riferisce che lui l'ha violentata dicendole che avrebbe portato in grembo il nuovo figlio di Dio e l'ha risparmiata perché si chiama come la Vergine Maria); analizzando i ritagli, si deduce che Silver prende di mira individui le cui professioni implicano appunto decisioni di vita e di morte e che il bersaglio successivo è un giudice che presiede un processo per pena capitale. Quest'ultimo viene messo in sicurezza e il tribunale evacuato, ma Silver si dilegua salendo su un treno della metropolitana; rintracciato in un cimitero, prende Maggie in ostaggio prima che il resto della squadra riesca ad arrestarlo. Nel frattempo, Scola e Nina stanno dipingendo la stanza del nascituro. Il medico che la segue le chiede di recarsi in ospedale essendo preoccupato per i risultati degli esami del sangue; lì, lei apprende di aver contratto un'infezione batterica da listeria (probabilmente a causa di un'intossicazione alimentare) e che essa potrebbe rappresentare un pericolo sia per lei che per il bambino, perciò dovrà anticipare il parto (la data prevista sarebbe di qui a un mese). Scola è costretto a dover operare una scelta impossibile: se salvare Nina o il loro figlio (nel caso in cui durante il cesareo dovessero sorgere complicazioni); naturalmente, lui spera si salvino entrambi, ma dice al medico che nell'eventualità la priorità deve essere Nina. Maggie, Omar, Jubal e Isobel lo raggiungono per supportarlo. Fortunatamente, l'équipe medica è in grado di salvarli entrambi e poco dopo Scola conduce i colleghi nella nursery per presentare loro il neonato, chiamato Douglas in onore del fratello maggiore (morto l'11 settembre 2001 nell'attentato alle Twin Towers).
- Special Guest star: Shantel VanSanten (Nina Chase).
- Guest star: Woody Fu (dottor Chin), Benny Mora (Derek Lawson), Vedette Lim (analista Elise Taylor), Taylor Anthony Miller (analista informatico Kelly Moran), Thomas Philip O' Neill (dottor Neil Mosbach, medico legale), Amelia Workman (psicologa), Erin Leigh Peck (signora Logan), Ian Stuart (Frank Silver), Andrea Figliomeni (Mary Fuller), Douglas Everett Davis (dottor Paul Hendrix), Rob Barnes (giudice Draper), Jeremy Morse (sacerdote Roger Burns), Tracey Conyer Lee (detective del NYPD Claudia Ross), Reggie A. Green (Elliott Washburn), Meltem Gulturk (infermiera), Erika Woods (infermiera).
- Nota. Questo è l'episodio numero 100 della serie, che coincide con il finale di stagione.
- Ascolti USA: 6 540 000 telespettatori[44]
- Ascolti Italia: 992 000 telespettatori – share 5,30%[45]